# Hargla socken
Hargla socken (estniska: Hargla kihelkond, tyska: Kirchspiel Harjel) var en socken i Werro krets i Guvernementet Livland. Socknens kyrkby var Hargla (tyska: Harjel).